# Aporodesmus minimus
Aporodesmus minimus är en mångfotingart som beskrevs av Jean-Paul Mauriès 1967. Aporodesmus minimus ingår i släktet Aporodesmus och familjen Cryptodesmidae. Inga underarter finns listade i Catalogue of Life.